# (73805) 1995 SC8
(73805) 1995 SC8 – planetoida z pasa głównego asteroid okrążająca Słońce w ciągu 3,65 lat w średniej odległości 2,37 j.a. Odkryta 17 września 1995 roku.